# Marshall Tucker Band

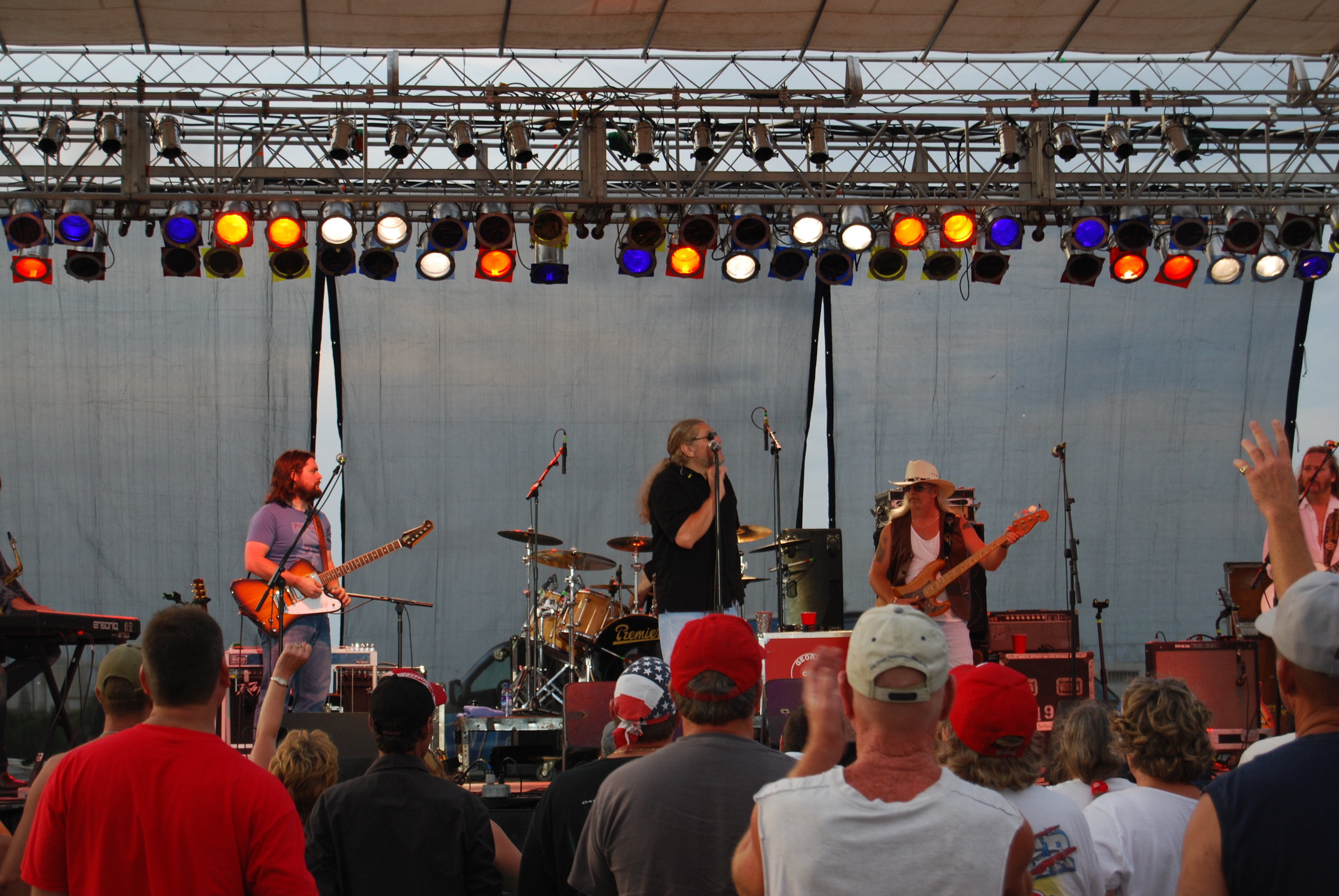
Marshall Tucker Band (2008)

Die Marshall Tucker Band, gegründet 1971 in Spartanburg (South Carolina), ist eine der bekanntesten Southern-Rock-Bands der 1970er Jahre. Die Musik ist ein Stilmix aus Rock, Country-Musik und Jazz, kombiniert mit langen akustischen Passagen. Mitglieder waren: der Sänger Doug Gray, der Gitarrist Toy Caldwell († 25. Februar 1993), Tommy Caldwell († 28. April 1980) am Bass, der Gitarrist George McCorkle († 29. Juni 2007) sowie der Schlagzeuger Paul Riddle, zusammen mit Jerry Eubanks.

## Bandgeschichte
Die Band unterzeichnete einen Vertrag bei Capricorn Records und veröffentlichte ihr Debütalbum im März 1973. Aufmerksamkeit bekam die Band durch eine Tour mit den Allman Brothers. Ihr größter Erfolg war das Album Carolina Dreams mit dem darin enthaltenen Song Heard It in a Love Song, der es 1977 bis auf Platz 15 der Charts brachte. Searchin’ for a Rainbow und Long Hard Ride sind zwei charakteristische Alben des Southern Rock.
1980 verstarb der Bassist Tommy Caldwell bei einem Autounfall. Die Band kam seit 1982 nicht mehr in die Albumcharts. Toy Caldwell verließ die Band, um eine Solokarriere zu beginnen. Später gründete er die Toy Caldwell Band und veröffentlichte mit ihr 1992 eine CD.
Diverse Bücher über die Band wurden in den USA veröffentlicht. Das Line-up der 1998er-Band war: Rusty Milner (Gitarre), Tim Lawter (Bass), Stuart Swanlund (Gitarre), David Muse (Saxophon, Flöte und Keyboard) und B. B. Borden (früher Mitglied der Band Mother’s Finest) am Schlagzeug. Neben der 1998er-Veröffentlichung Face Down in the Blues brachte die Band 1999 ein Album mit Gospelsongs heraus. Die Gospel-CD enthält eine einmalige Interpretation des Gospel-Klassikers Wayfaring Stranger. Nach diversen Umbesetzungen erschienen in den Jahren 2004 und 2007 die Alben Beyond the Horizon sowie The Next Adventure, die wieder im gitarrenorientierten Southern-Rock-Stil der 70er und 80er Jahre eingespielt wurden.
Die US-amerikanische Glam-Metal-Band Poison veröffentlichte 2007 das Album Poison’d!, das ausschließlich Coverversionen enthielt. Für diese CD hatte Poison auch das Lied Can't You See von der Marshall Tucker Band aufgenommen.
Die Band Black Stone Cherry veröffentlichte 2011 eine weitere Version von Can't You See auf dem Album Between The Devil And The Deep Blue Sea.

## Diskografie

### Studioalben
| Jahr | Titel                    | Höchstplatzierung, Gesamtwochen, AuszeichnungChartplatzierungen (Jahr, Titel, Platzierungen, Wochen, Auszeichnungen, Anmerkungen) | Höchstplatzierung, Gesamtwochen, AuszeichnungChartplatzierungen (Jahr, Titel, Platzierungen, Wochen, Auszeichnungen, Anmerkungen) | Anmerkungen                          |
| Jahr | Titel                    | US | Country | Anmerkungen                          |
| ---- | ------------------------ | --- | --- | ------------------------------------ |
| 1973 | The Marshall Tucker Band | US29 Gold · (40 Wo.)US | — |                                      |
| 1974 | A New Life               | US37 Gold · (28 Wo.)US | — |                                      |
| 1974 | Where We All Belong      | US54 Gold · (14 Wo.)US | — | Doppelalbum, 2. LP ist ein Livealbum |
| 1975 | Searchin’ for a Rainbow  | US15 Gold · (34 Wo.)US | Country21 (8 Wo.)Country |                                      |
| 1975 | Long Hard Ride           | US32 (20 Wo.)US | Country21 (16 Wo.)Country |                                      |
| 1977 | Carolina Dreams          | US23 Platin · (36 Wo.)US | Country22 (22 Wo.)Country |                                      |
| 1978 | Together Forever         | US22 Gold · (16 Wo.)US | Country26 (4 Wo.)Country |                                      |
| 1979 | Running Like the Wind    | US30 (22 Wo.)US | — |                                      |
| 1980 | Tenth                    | US32 (15 Wo.)US | — |                                      |
| 1981 | Dedicated                | US53 (12 Wo.)US | — |                                      |
| 1982 | Tuckerized               | US95 (7 Wo.)US | — |                                      |

Weitere Studioalben
- 1983: Just Us
- 1983: Greetings from South Carolina
- 1988: Still Holdin’ On
- 1990: Southern Spirit
- 1992: Still Smokin’
- 1998: Face Down in the Blues
- 1999: Gospel
- 2004: Beyond the Horizon
- 2005: Carolina Christmas
- 2007: The Next Adventure

### Livealben
- 1977: Live! Englishtown
- 2003: Stompin' Room Only
- 2006: Live on Long Island
- 2010: Way Out West! Live From San Francisco 1973
- 2013: Live! From Spartanburg
- 2015: Live in the UK 1976

### Kompilationen
| Jahr | Titel         | Höchstplatzierung, Gesamtwochen, AuszeichnungChartplatzierungen (Jahr, Titel, Platzierungen, Wochen, Auszeichnungen, Anmerkungen) | Höchstplatzierung, Gesamtwochen, AuszeichnungChartplatzierungen (Jahr, Titel, Platzierungen, Wochen, Auszeichnungen, Anmerkungen) | Anmerkungen |
| Jahr | Titel         | US | Country | Anmerkungen |
| ---- | ------------- | --- | --- | ----------- |
| 1978 | Greatest Hits | US67 Platin · (32 Wo.)US | Country19 (33 Wo.)Country |             |

Weitere Kompilationen
- 1994: The Capricorn Years
- 1996: Country Tucker
- 1997: The Encore Collection
- 1997: MT Blues
- 1998: Keeping the Love Alive
- 2005: Anthology
- 2006: Where a Country Boy Belongs
- 2008: Collector’s Edition
- 2009: Love Songs
- 2009: Essential 3.0
- 2011: Greatest Hits

### Singles
| Jahr | Titel Album                                       | Höchstplatzierung, Gesamtwochen, AuszeichnungChartplatzierungen (Jahr, Titel, Album, Platzierungen, Wochen, Auszeichnungen, Anmerkungen) | Höchstplatzierung, Gesamtwochen, AuszeichnungChartplatzierungen (Jahr, Titel, Album, Platzierungen, Wochen, Auszeichnungen, Anmerkungen) | Anmerkungen                     |
| Jahr | Titel Album                                       | US | Country | Anmerkungen                     |
| ---- | ------------------------------------------------- | --- | --- | ------------------------------- |
| 1975 | This Ol’ Cowboy Where We All Belong               | US78 (4 Wo.)US | — |                                 |
| 1975 | Fire on the Mountain Searchin’ for a Rainbow      | US38 (11 Wo.)US | — |                                 |
| 1976 | Searchin’ for a Rainbow                           | — | Country82 (3 Wo.)Country |                                 |
| 1976 | Long Hard Ride                                    | — | Country63 (7 Wo.)Country |                                 |
| 1977 | Heard It in a Love Song Carolina Dreams           | US14 (21 Wo.)US | Country51 (10 Wo.)Country |                                 |
| 1977 | Can’t You See Greatest Hits                       | US75 (6 Wo.)US | — | Wiederveröffentlichung von 1973 |
| 1978 | Dream Lover Together Forever                      | US75 (4 Wo.)US | — |                                 |
| 1979 | Last of the Singing Cowboys Running Like the Wind | US42 (8 Wo.)US | — |                                 |
| 1980 | It Takes Time Tenth                               | US79 (3 Wo.)US | — |                                 |
| 1983 | A Place I’ve Never Been Just Us                   | — | Country62 (7 Wo.)Country |                                 |
| 1987 | Hangin’ Out in Smokey Places Still Holdin’ On     | — | Country44 (11 Wo.)Country |                                 |
| 1988 | Once You Get the Feel of It Still Holdin’ On      | — | Country79 (3 Wo.)Country |                                 |
| 1992 | Driving You Out of My Mind Still Smokin’          | — | Country68 (6 Wo.)Country |                                 |
| 1993 | Walk Outside the Lines                            | — | Country71 (1 Wo.)Country |                                 |

Weitere Singles
- 1973: Can’t You See
- 1973: Take the Highway
- 1974: Another Cruel Love
- 1978: I’ll Be Loving You
- 1979: Running Like the Wind
- 1980: Without You
- 1981: This Time I Believe
- 1981: Silverado
- 1981: Tell the Blues to Take Off the Night
- 1981: Love Some
- 1982: Mr. President
- 1982: Reachin’ for a Little Bit More
- 1984: I May Be Easy But You Make It Hard
- 1988: Still Holdin’ On
- 1990: Stay in the Country